# Kieler Sportvereinigung Holstein von 1900 2013-2014
Questa voce raccoglie le informazioni riguardanti il Holstein Kiel nelle competizioni ufficiali della stagione 2013-2014.

## Stagione
Nella stagione 2013-2014 l'Holstein Kiel, allenato da Karsten Neitzel, concluse il campionato di 3. Liga al 16º posto.

## Rosa
| N. |                        | Ruolo | Calciatore            |
| -- | ---------------------- | ----- | --------------------- |
| 1  | Germania (bandiera)    | P     | Maximilian Riedmüller |
| 3  | Danimarca (bandiera)   | D     | Hamza Kizil           |
| 4  | Germania (bandiera)    | D     | Manuel Hartmann       |
| 6  | Germania (bandiera)    | D     | David Urban           |
| 7  | Germania (bandiera)    | D     | Gerrit Pressel        |
| 8  | Germania (bandiera)    | C     | Tim Danneberg         |
| 9  | Germania (bandiera)    | A     | Andy Hebler           |
| 10 | Danimarca (bandiera)   | A     | Casper Johansen       |
| 11 | Germania (bandiera)    | C     | Rafael Kazior         |
| 12 | Germania (bandiera)    | P     | Daniel Strähle        |
| 13 | Germania (bandiera)    | D     | Marlon Krause         |
| 14 | Stati Uniti (bandiera) | C     | Takuya Okada          |
| 15 | Turchia (bandiera)     | A     | Onur Akdogan          |
| 16 | Danimarca (bandiera)   | C     | Mikkel Vendelbo       |
| 17 | Germania (bandiera)    | D     | Fabian Wetter         |
| 18 | Germania (bandiera)    | C     | Darryl Geurts         |

| N. |                      | Ruolo | Calciatore                  |
| -- | -------------------- | ----- | --------------------------- |
| 19 | Germania (bandiera)  | D     | Patrick Herrmann            |
| 20 | Germania (bandiera)  | A     | Marc Heider                 |
| 21 | Germania (bandiera)  | C     | Tim Siedschlag              |
| 22 | Germania (bandiera)  | A     | Fiete Sykora                |
| 24 | Polonia (bandiera)   | A     | Jarosław Lindner            |
| 25 | Germania (bandiera)  | P     | Niklas Jakusch              |
| 26 | Germania (bandiera)  | C     | Patrick Breitkreuz          |
| 27 | Germania (bandiera)  | C     | Marcel Gebers               |
| 28 | Germania (bandiera)  | A     | Manuel Schäffler            |
| 29 | Germania (bandiera)  | D     | Hauke Wahl                  |
| 30 | Germania (bandiera)  | A     | Marcel von Walsleben-Schied |
| 33 | Germania (bandiera)  | D     | Kevin Schulze               |
| 35 | Germania (bandiera)  | A     | George Kelbel               |
| 38 | Finlandia (bandiera) | A     | Mika Ääritalo               |
| 39 | Germania (bandiera)  | A     | Fabian Arndt                |

## Organigramma societario
Area tecnica
- Allenatore: Karsten Neitzel
- Allenatore in seconda: Jan Sandmann
- Preparatore dei portieri: Carsten Wehlmann
- Preparatori atletici: Timm Sörensen

## Calciomercato

### Sessione estiva
| Acquisti | Acquisti              | Acquisti          | Acquisti |
| R.       | Nome                  | da                | Modalità |
| -------- | --------------------- | ----------------- | -------- |
| A        | Onur Akdogan          | Holstein Kiel U19 |          |
| C        | Patrick Breitkreuz    | Hertha Berlino II |          |
| C        | Tim Danneberg         | Sandhausen        |          |
| C        | Darryl Geurts         | Energie Cottbus   |          |
| C        | Takuya Okada          | Holstein Kiel U19 |          |
| P        | Maximilian Riedmüller | Bayern Monaco     |          |
| D        | Hauke Wahl            | Holstein Kiel U19 |          |

| Cessioni | Cessioni            | Cessioni            | Cessioni |
| R.       | Nome                | a                   | Modalità |
| -------- | ------------------- | ------------------- | -------- |
| D        | Amando Aust         | Neumünster          |          |
| P        | Morten Jensen       | Elversberg          |          |
| D        | Christian Jürgensen | Weiche Flensburg 08 |          |
| A        | Christopher Kramer  | Neumünster          |          |
| C        | Florian Meyer       | Weiche Flensburgo   |          |

### Sessione invernale
| Acquisti | Acquisti         | Acquisti       | Acquisti |
| R.       | Nome             | da             | Modalità |
| -------- | ---------------- | -------------- | -------- |
| A        | Manuel Schäffler | Ingolstadt 04  |          |
| A        | Mika Ääritalo    | TPS            |          |
| C        | Mikkel Vendelbo  | Hønefoss       |          |
| D        | Kevin Schulze    | Greuther Fürth |          |

| Cessioni | Cessioni     | Cessioni              | Cessioni |
| R.       | Nome         | a                     | Modalità |
| -------- | ------------ | --------------------- | -------- |
| C        | Steve Müller | Hertha Berlino II     |          |
| C        | Deran Toksöz | Eintracht Norderstedt |          |

## Risultati

### 3. Liga

#### Girone di andata
| Rostock 20 luglio 2013, ore 14:00 CEST 1ª giornata | Hansa Rostock | 0 – 0 referto | Holstein Kiel | DKB-Arena (13 400 spett.)\| Arbitro: \| Bandurski \| |
| Arbitro:                                           | Bandurski     |               |               |                                                      |

| Arbitro: | Kampka |

|                                                        |           |           |
| Gebers 52’, 81’ Johansen 54’ Danneberg 58’ Lindner 89’ | Marcatori | 48’ Korte |

| Arbitro: | Winkmann |

|                |           |            |
| Dicklhuber 90’ | Marcatori | 90’ Gebers |

| Arbitro: | Rohde |

|           |           |  |
| Heider 8’ | Marcatori |  |

| Arbitro: | Unger |

|  |           |                                      |
|  | Marcatori | 16’ Gebers 26’ Heider 34’ Siedschlag |

| Arbitro: | Glasmacher |

|                         |           |             |
| Heider 13’ Johansen 23’ | Marcatori | 29’ Kulabas |

| Arbitro: | Heft |

|                                           |           |           |
| Herrmann 50’ (aut.) Frahn 55’ (rig.), 90’ | Marcatori | 9’ Sykora |

| Arbitro: | Osmers |

|            |           |                           |
| Heider 83’ | Marcatori | 6’ Öztürk 9’ Brandstetter |

| Arbitro: | Perl |

|                |           |               |
| Vunguidica 41’ | Marcatori | 80’ Danneberg |

| Arbitro: | Ittrich |

|  |           |            |
|  | Marcatori | 12’ De Wit |

| Arbitro: | Stegemann |

|                          |           |                       |
| von Walsleben-Schied 60’ | Marcatori | 49’ Rohracker 51’ Luz |

| Arbitro: | Giese |

|           |           |                |
| Berko 10’ | Marcatori | 68’ Siedschlag |

| Arbitro: | Fritz |

|                |           |             |
| Breitkreuz 35’ | Marcatori | 6’ Testroet |

| Unterhaching 25 ottobre 2013, ore 19:00 CEST 14ª giornata | Unterhaching | 0 – 0 referto | Holstein Kiel | Alpenbauer Sportpark (2 550 spett.)\| Arbitro: \| Alt \| |
| Arbitro:                                                  | Alt          |               |               |                                                          |

| Arbitro: | Steinhaus-Webb |

|  |           |             |
|  | Marcatori | 57’ Morabit |

| Arbitro: | Dittrich |

|              |           |  |
| Dressler 87’ | Marcatori |  |

| Arbitro: | Jablonski |

|            |           |           |
| Sykora 72’ | Marcatori | 65’ Kegel |

| Arbitro: | Unger |

|             |           |            |
| Ducksch 87’ | Marcatori | 42’ Heider |

| Arbitro: | Gagelmann |

|  |           |                     |
|  | Marcatori | 20’ Ivana 59’ Gorka |

#### Girone di ritorno
| Arbitro: | Gerach |

|                           |           |                      |
| Heider 15’ Siedschlag 57’ | Marcatori | 40’ Savran 44’ Mendy |

| Arbitro: | Schriever |

|             |           |                       |
| Humbert 32’ | Marcatori | 5’, 72’ (rig.) Sykora |

| Kiel 25 gennaio 2014, ore 14:00 CET 22ª giornata | Holstein Kiel | 0 – 0 referto | Kickers Stoccarda | Holstein-Stadion (3 931 spett.)\| Arbitro: \| Willenborg \| |
| Arbitro:                                         | Willenborg    |               |                   |                                                             |

| Arbitro: | Christ |

|             |           |  |
| Sembolo 22’ | Marcatori |  |

| Arbitro: | Leicher |

|                            |           |  |
| Heider 22’, 75’ Sykora 45’ | Marcatori |  |

| Arbitro: | Blos |

|                     |           |  |
| Burkhard 53’ (rig.) | Marcatori |  |

| Arbitro: | Dingert |

|  |           |                         |
|  | Marcatori | 12’ Frahn 55’ Heidinger |

| Erfurt 28 febbraio 2014, ore 19:00 CET 27ª giornata | Rot-Weiß Erfurt | 0 – 0 referto | Holstein Kiel | Steigerwaldstadion (5 552 spett.)\| Arbitro: \| Steinberg \| |
| Arbitro:                                            | Steinberg       |               |               |                                                              |

| Arbitro: | Siebert |

|                                                    |           |  |
| Danneberg 50’ von Walsleben-Schied 79’ Schulze 85’ | Marcatori |  |

| Arbitro: | Wingenbach |

|             |           |            |
| Onuegbu 44’ | Marcatori | 56’ Wetter |

| Spiesen-Elversberg 22 marzo 2014, ore 14:00 CET 30ª giornata | Elversberg | 0 – 0 referto | Holstein Kiel | Waldstadion an der Keiserlinde (728 spett.)\| Arbitro: \| Dittrich \| |
| Arbitro:                                                     | Dittrich   |               |               |                                                                       |

| Arbitro: | Badstübner |

|                              |           |  |
| Hartmann 26’ Wetter 45’, 72’ | Marcatori |  |

| Arbitro: | Alt |

|                                                         |           |  |
| Pisot 25’ Ornatelli 26’ Schulze 47’ (aut.) Feldhahn 49’ | Marcatori |  |

| Arbitro: | Schröder |

|                                                           |           |  |
| Heider 29’ Gebers 38’ Kazior 49’ von Walsleben-Schied 75’ | Marcatori |  |

| Arbitro: | Mix |

|                                           |           |  |
| Heise 59’ Bagceci 64’ Vendelbo 88’ (aut.) | Marcatori |  |

| Kiel 19 aprile 2014, ore 14:00 CEST 35ª giornata | Holstein Kiel | 0 – 0 referto | Jahn Ratisbona | Holstein-Stadion (5 339 spett.)\| Arbitro: \| Grudzinski \| |
| Arbitro:                                         | Grudzinski    |               |                |                                                             |

| Arbitro: | Rohde |

|                  |           |                  |
| Förster 64’, 75’ | Marcatori | 17’ (aut.) Kegel |

| Kiel 3 maggio 2014, ore 13:30 CEST 37ª giornata | Holstein Kiel | 0 – 0 referto | Borussia Dortmund II | Holstein-Stadion (7 716 spett.)\| Arbitro: \| Stein \| |
| Arbitro:                                        | Stein         |               |                      |                                                        |

| Arbitro: | Winkmann |

|             |           |                                        |
| Behrens 19’ | Marcatori | 15’ Hartmann 20’ Siedschlag 85’ Heider |

## Statistiche

### Statistiche di squadra
| Competizione | Punti | In casa | In casa | In casa | In casa | In casa | In casa | In trasferta | In trasferta | In trasferta | In trasferta | In trasferta | In trasferta | Totale | Totale | Totale | Totale | Totale | Totale | DR |
| Competizione | Punti | G       | V       | N       | P       | Gf      | Gs      | G            | V            | N            | P            | Gf           | Gs           | G      | V      | N      | P      | Gf     | Gs     | DR |
| ------------ | ----- | ------- | ------- | ------- | ------- | ------- | ------- | ------------ | ------------ | ------------ | ------------ | ------------ | ------------ | ------ | ------ | ------ | ------ | ------ | ------ | -- |
| 3. Liga      | 45    | 19      | 7       | 6       | 6       | 27      | 16      | 19           | 3            | 9            | 7            | 15           | 22           | 38     | 10     | 15     | 13     | 42     | 38     | +4 |
| Totale       | 45    | 19      | 7       | 6       | 6       | 27      | 16      | 19           | 3            | 9            | 7            | 15           | 22           | 38     | 10     | 15     | 13     | 42     | 38     | +4 |

### Andamento in campionato
| Giornata  | 1 | 2 | 3 | 4 | 5 | 6 | 7 | 8 | 9 | 10 | 11 | 12 | 13 | 14 | 15 | 16 | 17 | 18 | 19 | 20 | 21 | 22 | 23 | 24 | 25 | 26 | 27 | 28 | 29 | 30 | 31 | 32 | 33 | 34 | 35 | 36 | 37 | 38 |
| --------- | - | - | - | - | - | - | - | - | - | -- | -- | -- | -- | -- | -- | -- | -- | -- | -- | -- | -- | -- | -- | -- | -- | -- | -- | -- | -- | -- | -- | -- | -- | -- | -- | -- | -- | -- |
| Luogo     | T | C | T | C | T | C | T | C | T | C  | C  | T  | C  | T  | C  | T  | C  | T  | C  | C  | T  | C  | T  | C  | T  | C  | T  | C  | T  | T  | C  | T  | C  | T  | C  | T  | C  | T  |
| Risultato | N | V | N | V | V | V | P | P | N | P  | P  | N  | N  | N  | P  | P  | N  | N  | P  | N  | V  | N  | P  | V  | P  | P  | N  | V  | N  | N  | V  | P  | V  | P  | N  | P  | N  | V  |
| Posizione | 8 | 4 | 9 | 5 | 2 | 2 | 3 | 3 | 5 | 8  | 11 | 12 | 12 | 13 | 14 | 15 | 15 | 16 | 17 | 16 | 17 | 18 | 18 | 15 | 17 | 17 | 18 | 17 | 17 | 16 | 15 | 15 | 15 | 15 | 15 | 16 | 17 | 16 |

Legenda:

Luogo: C = Casa; T = Trasferta. Risultato: V = Vittoria; N = Pareggio; P = Sconfitta.

### Statistiche dei giocatori
| O. Akdogan              | 1  | 0  | 0  | 0 |
| F. Arndt                | 4  | 0  | 0  | 0 |
| P. Breitkreuz           | 30 | 1  | 5  | 0 |
| T. Danneberg            | 35 | 3  | 4  | 0 |
| M. Gebers               | 35 | 5  | 7  | 1 |
| D. Geurts               | 0  | 0  | 0  | 0 |
| M. Hartmann             | 32 | 2  | 3  | 0 |
| A. Hebler               | 0  | 0  | 0  | 0 |
| M. Heider               | 31 | 10 | 3  | 1 |
| P. Herrmann             | 36 | 0  | 8  | 0 |
| N. Jakusch              | 21 | 0  | 0  | 0 |
| C. Johansen             | 23 | 2  | 1  | 0 |
| R. Kazior               | 35 | 1  | 13 | 0 |
| G. Kelbel               | 7  | 0  | 0  | 0 |
| H. Kizil                | 0  | 0  | 0  | 0 |
| M. Krause               | 9  | 0  | 2  | 0 |
| J. Lindner              | 6  | 1  | 0  | 0 |
| S. Müller               | 2  | 0  | 0  | 0 |
| T. Okada                | 0  | 0  | 0  | 0 |
| G. Pressel              | 2  | 0  | 0  | 0 |
| M. Riedmüller           | 17 | 0  | 0  | 0 |
| K. Schulze              | 6  | 1  | 0  | 0 |
| M. Schäffler            | 10 | 0  | 0  | 1 |
| T. Siedschlag           | 30 | 4  | 3  | 0 |
| D. Strähle              | 1  | 0  | 0  | 0 |
| F. Sykora               | 37 | 5  | 8  | 0 |
| D. Toksöz               | 3  | 0  | 0  | 0 |
| D. Urban                | 0  | 0  | 0  | 0 |
| M. Vendelbo             | 17 | 0  | 2  | 0 |
| H. Wahl                 | 26 | 0  | 2  | 0 |
| F. Wetter               | 36 | 3  | 6  | 1 |
| M. von Walsleben-Schied | 32 | 3  | 3  | 0 |
| M. Ääritalo             | 6  | 0  | 2  | 1 |